# Şebinkarahisar
Şebinkarahisar és un poble a la Regió de la Mar Negra de Turquia i un districte de la província de Giresun, a 120 km de Giresun i 190 km al nord-est de Sivas. És famosa per les seves mines de carbó. Correspon a Colònia a la província Armènia Primera en temps de Justinià I; a Notitiae Episcopatuum apareix a l'Armènia Segona. El 778 fou ocupada pels àrabs en una incursió. Fou abandonada després del 1071 i ocupada aviat pels danishmèndides i després va passar als saltúkides d'Erzurum que li van modificar el nom a Kughuniya i la van perdre el 1201/1202 davant els seljúcides de [Rum] que més tard la van donar en feu als mendgúdjides; van governar els descendents d'Ala al-Din Eretna i després els aq qoyunlu i qara qoyunlu fins que el 1473 fou ocupada pels otomans i va formar part del vilayat d'Erzurum, després d'Erzindjan i després de Sivas al segle xix. El 1915 els armenis i cristian foren exterminats. El 1916 fou ocupada pels russos; al començament de la república fou capital de província per molt poc temps però la població s'havia reduït considerablement (7091 habitants el 1927). El 1950 tenia 7600 habitants.